# 冯湛
冯湛，直隶南宫人，清朝政治人物。
直隶鄉試中舉。乾隆十八年（1753年）至乾隆十九年（1754年），擔任利川知县。